# Філомедуза
Філомедуза (Phyllomedusa) — рід жаб родини Phyllomedusidae. Має 30 видів.

## Опис
Загальна довжина представників цього роду коливається від 5 до 12 см. Широка, трохи сплощена голова, морда коротка. Тулуб кремезний. Очі дуже великі. Характерною рисою філломедуз є вертикальна зіниця, яка крім них зустрічається у південноамериканських райок лише в роді Яскравоока райка. Верхня частина нижньої повіки прозора, але ніколи не сітчаста, на відміну від яскравооких райок. Перші пальці на передніх і задник кінцівках протиставлені іншим. Завдяки цьому ці райки можуть охоплювати тонкі гілки, вдовж яких вони повільно пересуваються, подібно хамелеонам. Лапки дуже довгі та тонкі. Усі пальці забезпечені розширеними круглими присосками на кінцях. Перетинка відсутня.
Звертає на себе увагу яскраве забарвлення цих земноводних. Спина зеленого забарвлення, боки і внутрішні поверхні стегон дуже яскраві: від яскраво-помаранчевого та червоного до різних відтінків бузкового, часто зі смужками або плямами. Черево світлих кольорів.

## Спосіб життя
Полюбляють зарості чагарників, ліси. Ховаються серед листя. Активні переважно вночі або у присмерку.
Філомедузи розмножуються на деревах, відкладають ікру листям, у склеєні за допомогою липких виділень воронки з листя. Пізніше кладка охоплюється пінкою. Личинки. що з'являються, потрапляють у тимчасові водойми в листі тропічних рослин, у розетки бромелій або інші водойми.

## Розповсюдження
Мешкають у Центральній і Південній Америці до Парагваю та Аргентини і на островах Карибського басейну.

## Види
- Phyllomedusa atelopoides Duellman, Cadle & Cannatella, 1988
- Phyllomedusa ayeaye (Lutz, 1966)
- Phyllomedusa azurea Cope, 1862
- Phyllomedusa bahiana Lutz, 1925
- Phyllomedusa baltea Duellman & Toft, 1979
- Phyllomedusa bicolor (Boddaert, 1772)
- Phyllomedusa boliviana Boulenger, 1902
- Phyllomedusa burmeisteri Boulenger, 1882
- Phyllomedusa camba De la Riva, 1999
- Phyllomedusa centralis Bokermann, 1965
- Phyllomedusa coelestis (Cope, 1874)
- Phyllomedusa distincta Lutz, 1950
- Phyllomedusa duellmani Cannatella, 1982
- Phyllomedusa ecuatoriana Cannatella, 1982
- Phyllomedusa hypochondrialis (Daudin, 1800)
- Phyllomedusa iheringii Boulenger, 1885
- Phyllomedusa megacephala (Miranda-Ribeiro, 1926)
- Phyllomedusa neildi Barrio-Amorós, 2006
- Phyllomedusa nordestina Caramaschi, 2006
- Phyllomedusa oreades Brandão, 2002
- Phyllomedusa palliata Peters, 1873
- Phyllomedusa perinesos Duellman, 1973
- Phyllomedusa rohdei Mertens, 1926
- Phyllomedusa sauvagii Boulenger, 1882
- Phyllomedusa tarsius (Cope, 1868)
- Phyllomedusa tetraploidea Pombal & Haddad, 1992
- Phyllomedusa tomopterna (Cope, 1868)
- Phyllomedusa trinitatis Mertens, 1926
- Phyllomedusa vaillantii Boulenger, 1882
- Phyllomedusa venusta Duellman & Trueb, 1967